# Tracia
Tracia (în greacă: Θράκη, Thráke; în bulgară: Тракия, Trakiy; pronunție: [tratʃia]) este denumirea din antichitate a teritoriului de la sud de Dunăre, între Pontul Euxin  (Marea Neagră), Propontida (Marea Marmara), Marea Egee, râul Mesta (Nestus) și râul Morava (Margus), învecinându-se în apus cu Iliria și cu Macedonia și era locuit de neamurile tracice.

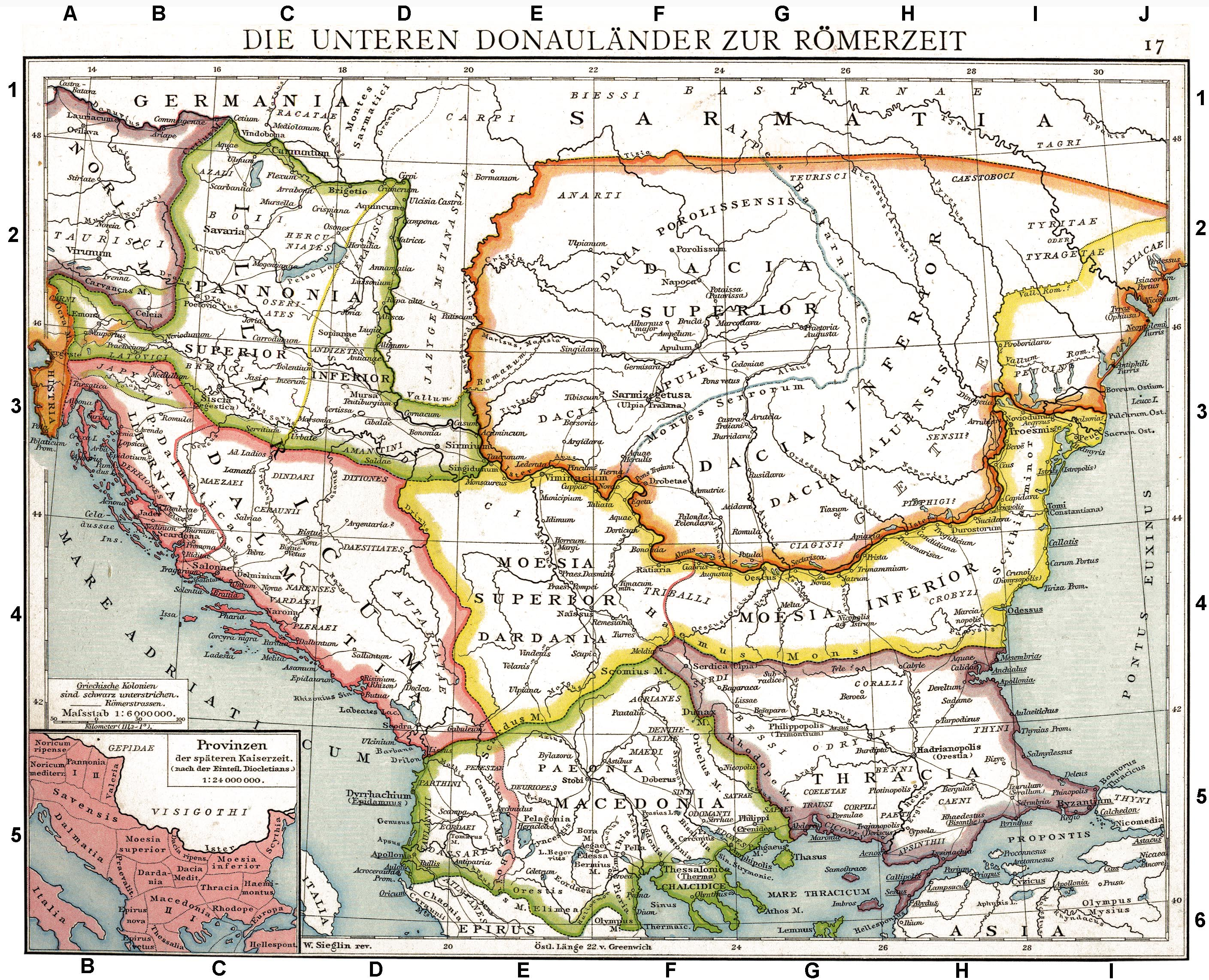
Balcanii într-un Atlas din 1886
(provincia Tracia este trasată cu violet)

După cucerirea romană, partea de la nord de Munții Haemus (Balcani) a fost organizată ca provincie romană, sub denumirea de "Moesia" (anul 12) în timp ce partea de sud a munților a fost organizată ca provincie romană păstrând numele de Tracia (anul 46).
După împărțirea Imperiului Roman sub Constantin cel Mare, diocesa Traciei, partea europeană a prefecturii orientului, cuprindea fostele provincii romane, Tracia (la răsărit de munții Haemus) și Moesia Inferioară (la est de râul Vid).
Sub acest înțeles, numele "Tracia" s-a menținut până la așezarea bulgarilor în Moesia (anul 679), restrângându-se apoi numai la partea rămasă Imperiului Bizantin.
Numele de "Tracia" s-a păstrat și după cucerirea turcească, pe lângă numele de "Rumili" sau "Rumelia". După separarea "Rumeliei Orientale" ca provincie autonomă (1878), numele "Tracia" a rămas părții meridionale.
În prezent, pe fostul teritoriu al Traciei se află: Bulgaria, părți din Serbia (până la râul Morava), Grecia (până la râul Mesta) și partea europeană a Turciei.
Provincia romană Tracia a fost creată în anul 46 de împăratul Claudius, după anexarea ultimelor regate ale tracilor. Capitala a fost stabilită la Adrianopole.
Pe rând, capitala a fost mutată la Serdica[1], iar din anul 330, la Constantinopole.
În urma reformelor administrative ale lui Dioclețian, la sfârșitul secolului al III-lea, Tracia geografică a fost împărțită în patru mici provincii (Tracia, Haemimontus și Rodopes aparținând diocezei Tracia (Thraciae), aceasta aparținând prefecturii Orientului. Sub Duumvirat (286-293), apoi sub Tetrarhie (293-324), a fost plasată sub autoritatea Augustului însărcinat cu Orientul. În urma împărțirii definitive a Imperiului Roman, în 395, dioceza Traciei a fost inclusă în Imperiul Roman de Răsărit.
În fața amenințării protobulgare, a fost stabilită o temă a Traciei.